# Afronurus curtus
Afronurus curtus is een haft uit de familie Heptageniidae. De wetenschappelijke naam van de soort is voor het eerst geldig gepubliceerd in 1971 door Dubey.
De soort komt voor in het Oriëntaals gebied.